# Folkets hus

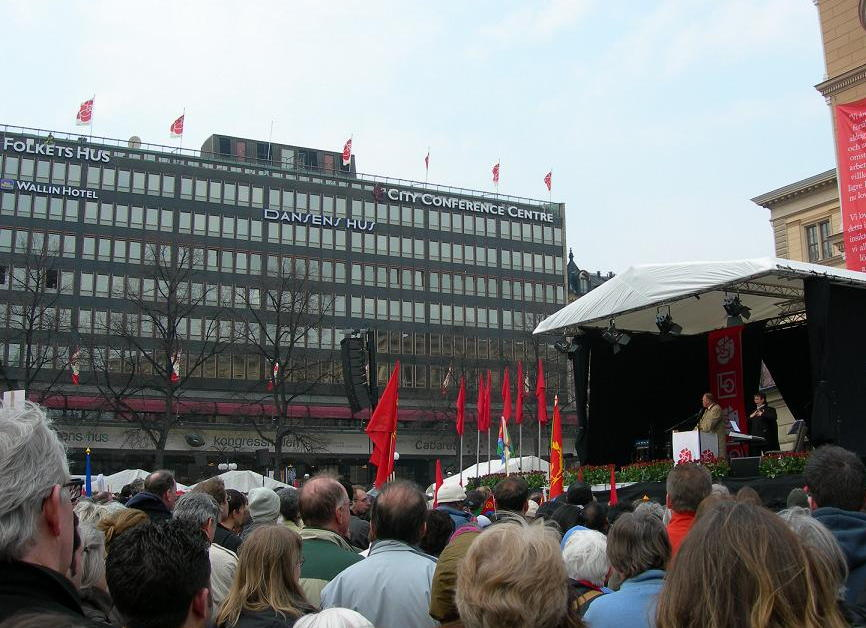
Första maj 2006. Sveriges dåvarande statsminister Göran Persson talar utanför Folkets hus i Stockholm.

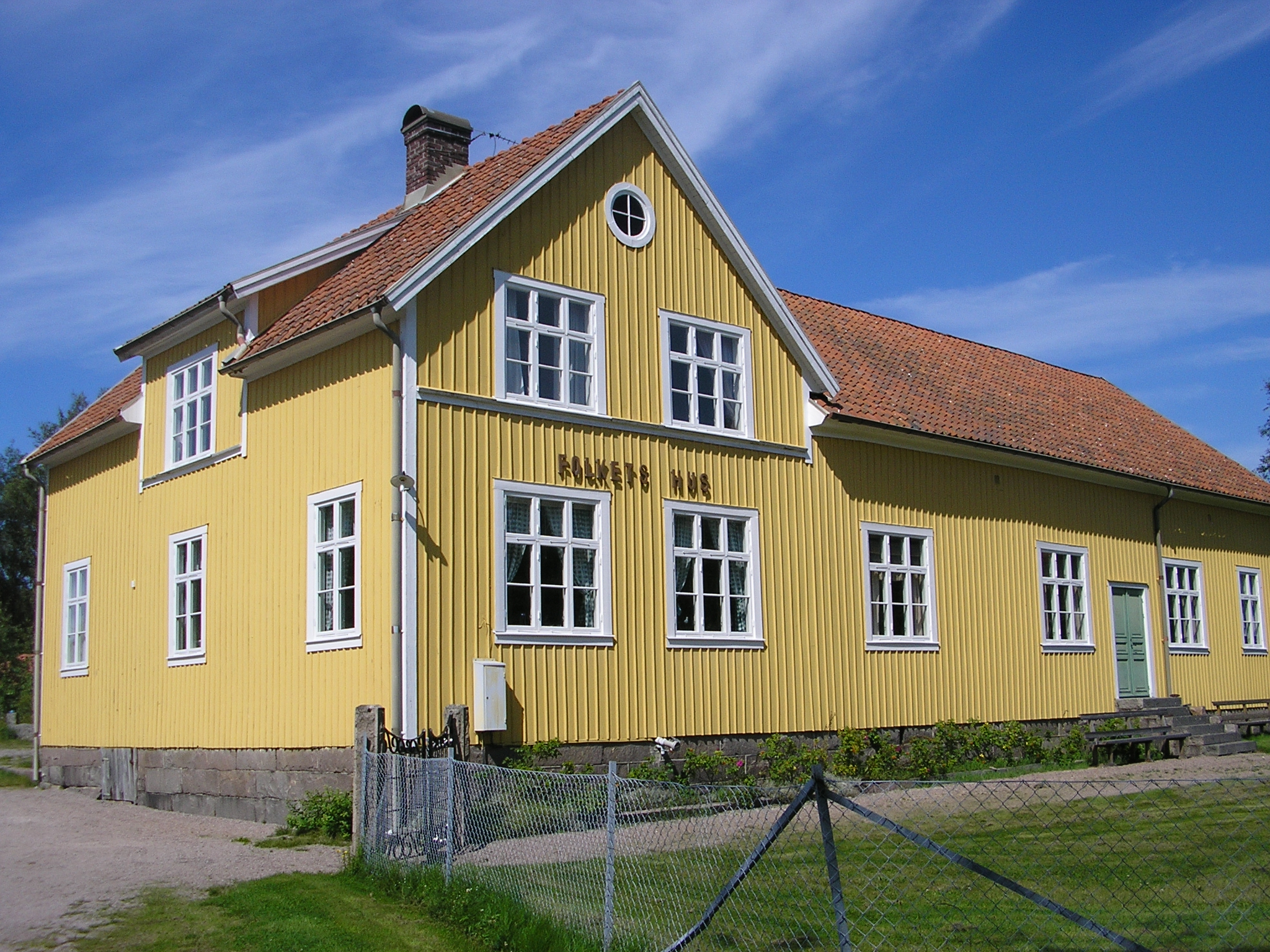
Härnäsets Folkets hus i Fågelviken, Härnäset.

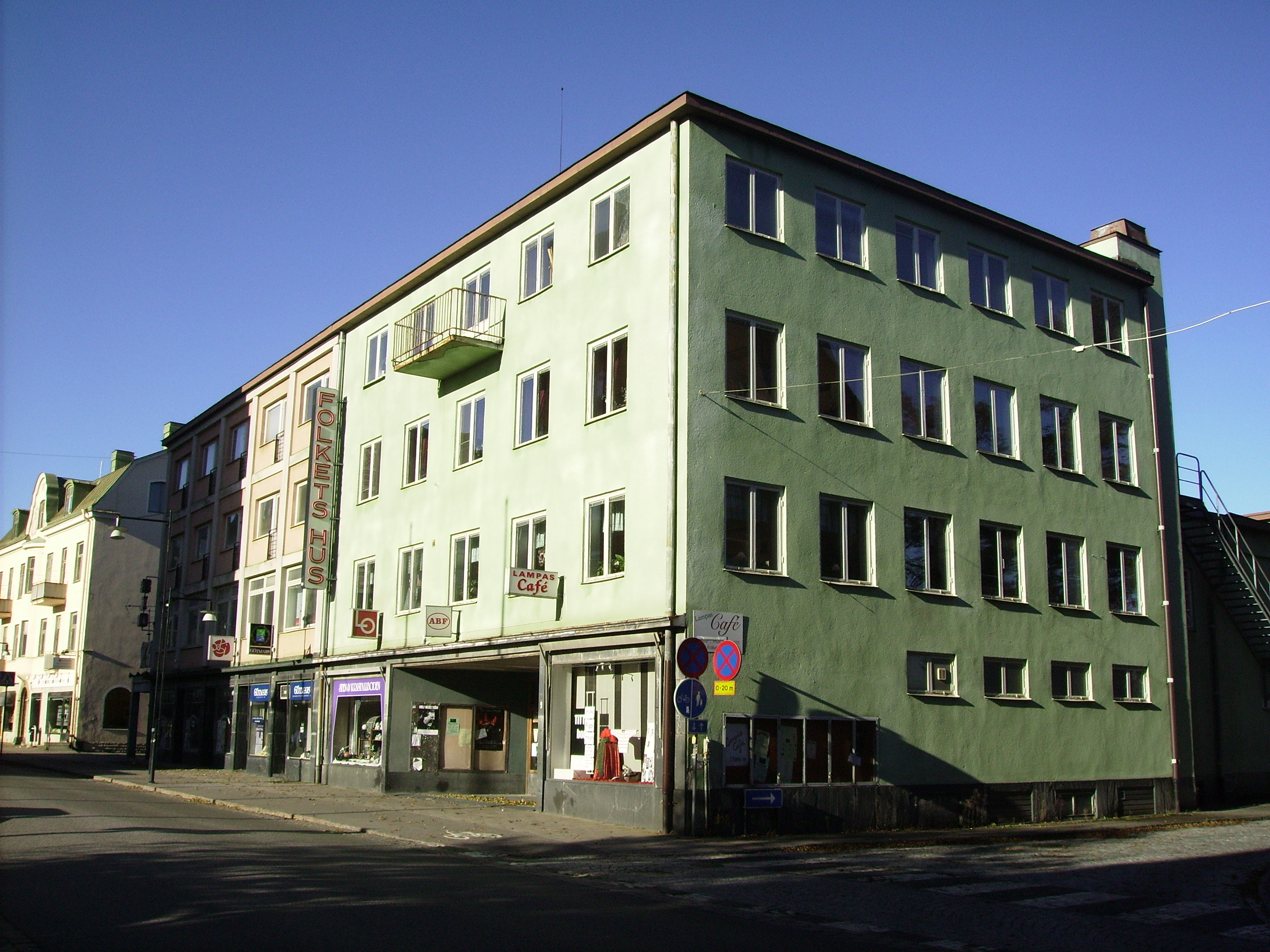
Folkets hus i Hallsberg.

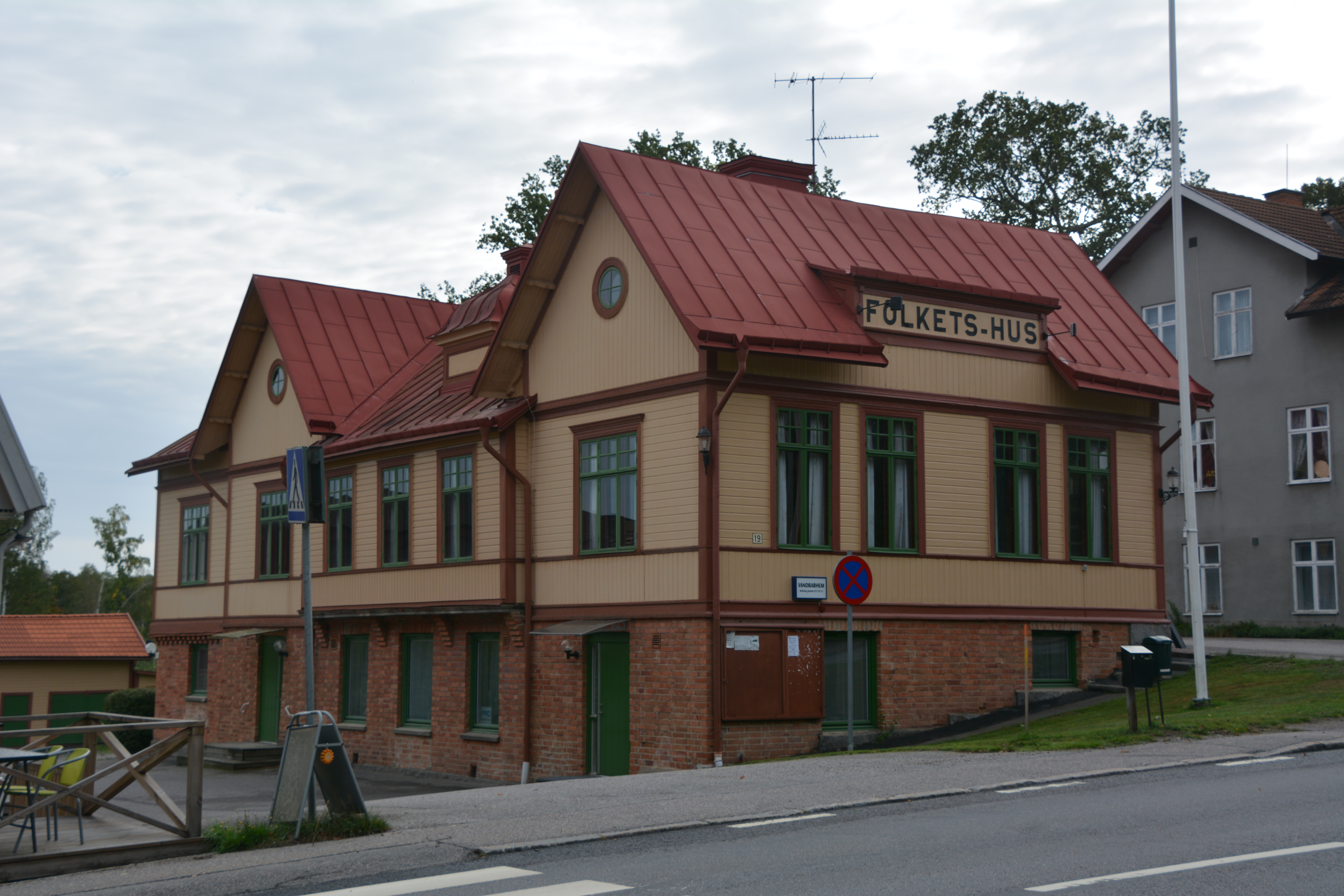
Folkets hus i Sparreholm.

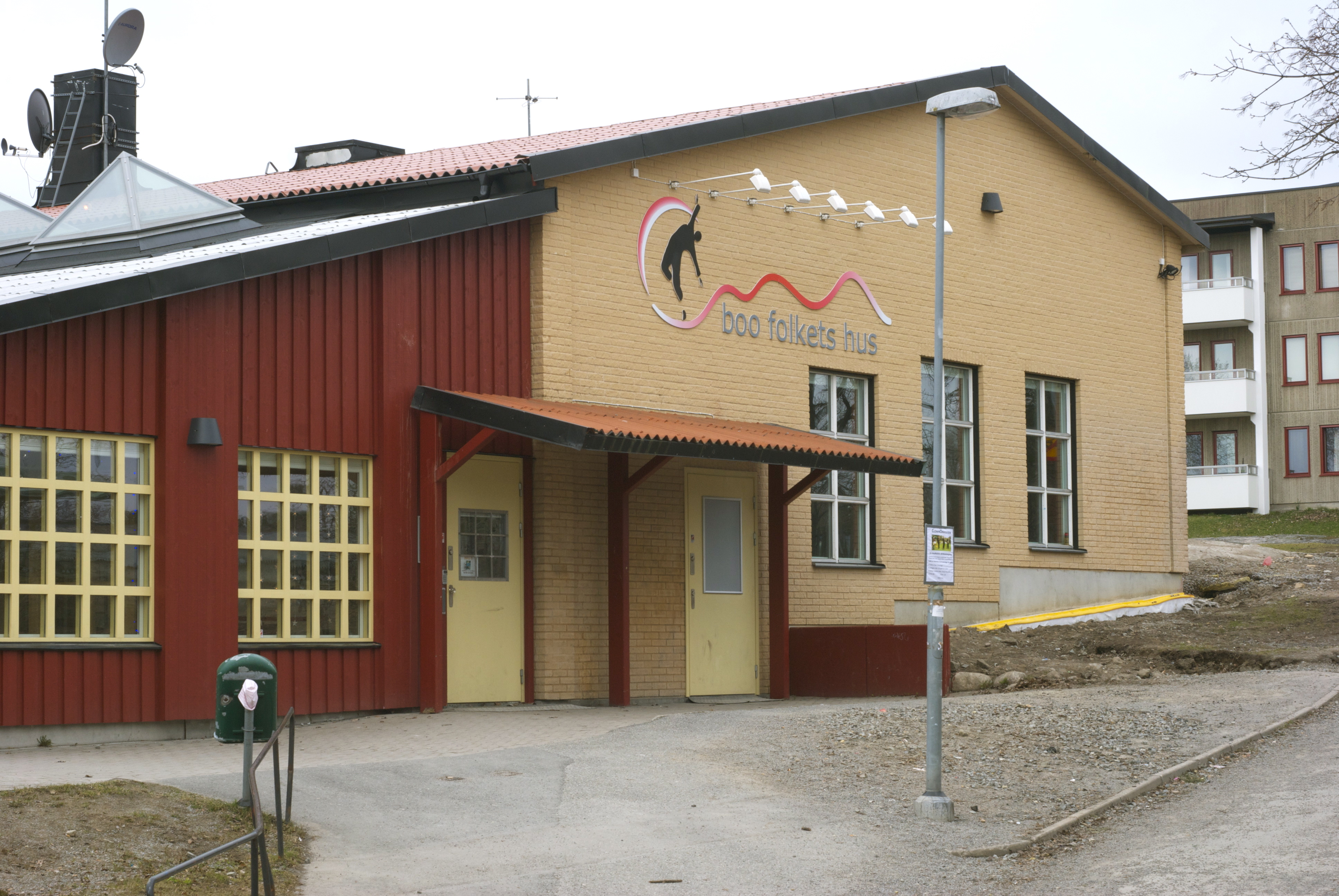
Folkets hus i Boo.

Folkets hus är ett begrepp som används i huvudsak för lokaler som erbjuder allmänna samlingslokaler med mötesplatser för kulturevenemang och aktiviteter i nära anslutning till arbetarrörelsens organisationer. Vanligast är att varje enskilt hus drivs av en fristående och självständig förening. Det är inte ett namnskyddat begrepp.

## Historik
Folkets hus uppstod över hela landet för att möta ett behov av möteslokaler för regelrätta möten och för studieverksamhet och kulturella evenemang.
Sveriges första Folkets hus öppnades i Kristianstad, medan det första Folkets hus som byggdes för ändamålet låg på Skolgatan 10 och Torpgatan 21 i Malmö och öppnade 1893. Många av de tidiga Folkets hus låg i industrisamhällen, där det fanns ett stort behov av möteslokaler för bland annat facklig verksamhet. Ett av de tidigaste Folkets hus var Tors lokal på Alnön i Sundsvalls sågverksdistrikt. Över 20 folketshusföreningar bildades under sent 1800-tal. Tidiga folkets hus förlades ofta utanför centrum. Folkets hus i Stockholm invigdes 1901 på Barnhusgatan 14 och revs i samband med Norrmalmsregleringen 1955.

## Organisation
Folkparkernas Centralorganisation (bildad 1905) och Folkets Husföreningarnas Riksorganisation (bildad 1932 i Värmland som Folkets Husföreningarnas Centralorganisation, ombildad 1937) slogs samman år 2000 till nuvarande Riksorganisationen Folkets Hus och Parker.

## Verksamhet
Verksamheten har idag i stort sett samma inriktning som när rörelsen startade. Föreningarna driver ofta vissa verksamheter i egen regi, men upplåter också lokalerna för andra arrangörer. Även om verksamheten drivs i föreningsform av självständiga juridiska personer betraktas lokalerna som offentliga lokaler med de krav på säkerhet vid brand och olyckor som gäller då.

## Folkets Hus i Sverige i urval
- Folkets hus, Borlänge
- Bromölla Folkets Hus
- Folkets hus, Fräntorp
- Folkets hus, Göteborg
- Gamla Folkets hus, Halmstad
- Folkets hus, Helsingborg
- Härnäsets Folkets hus
- Folkets hus, Jönköping
- Gamla Folkets hus, Halmstad
- Folkets hus, Kallhäll
- Folkets hus, Lindesberg
- Folkets hus, Mölndal
- Folkets hus, Umeå
- Folkets hus, Stockholm
- Söråkers Folkets Hus
- Folkets hus, Örebro
- Folkets hus, Iggesund
- Folkets hus, Söndrum

## Folkets hus i Finland i urval
- Fokets hus, Forssa
- Folkets hus, Helsingfors
- Folkets hus, Lojo
- Folkets hus, Tammerfors
- Folkets hus, Åbo

## Bildgalleri

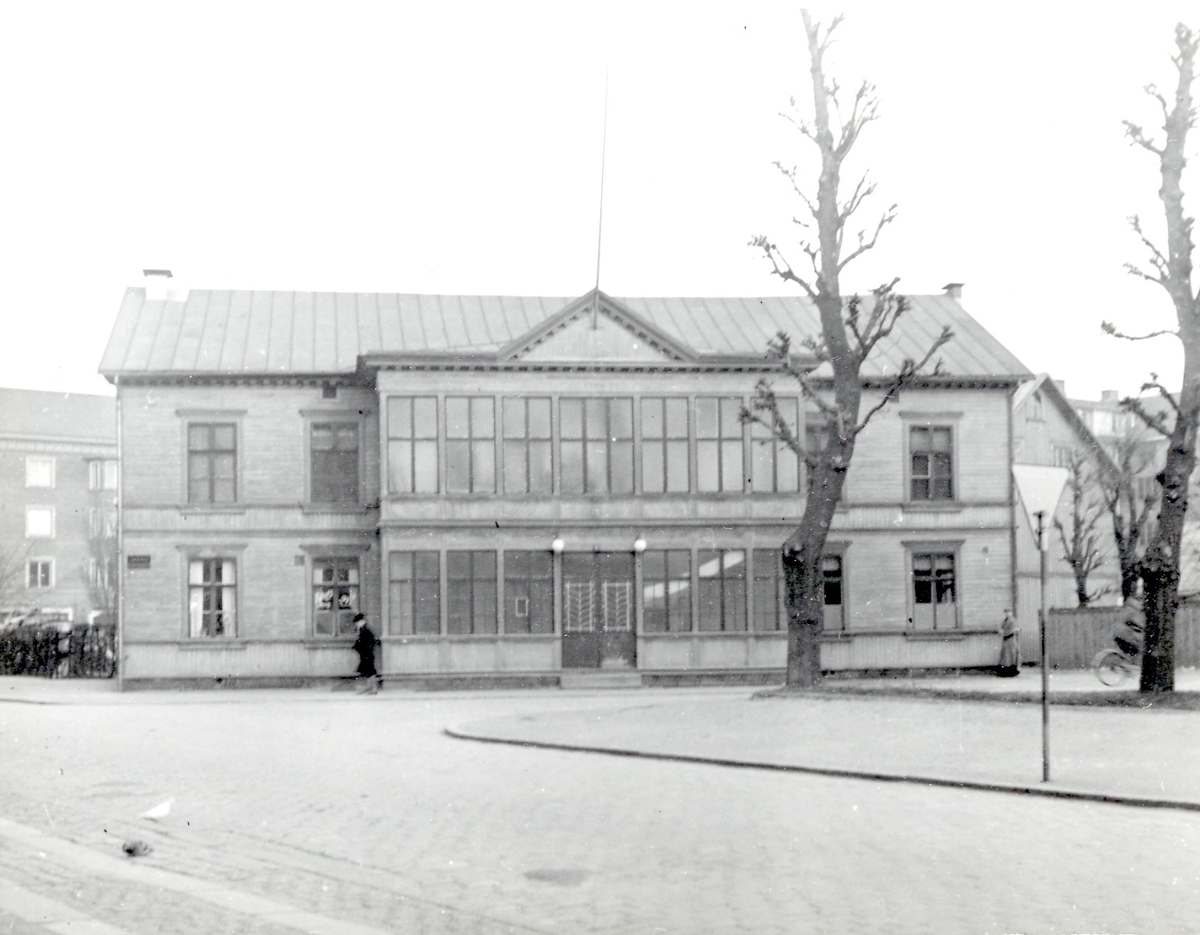
Gamla Folkets hus, Halmstad